# Thomas Ball

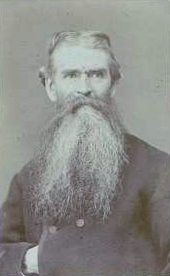
Thomas Ball (1819-1911)

Thomas Ball (Charlestown (Massachusetts), 3 juni 1819 - Montclair (New Jersey), 11 december 1911) was een Amerikaans kunstschilder en beeldhouwer.
Ball werkte in het New England Museum als leerling van houtsnijder Abel Brown. Hij leerde zichzelf schilderen, door schilderijen in het museum te kopiëren. Hij kreeg diverse opdrachten voor religieus werk en portretten. Vanaf 1850 richtte hij zich meer op beeldhouwkunst. 
In 1854 ging hij naar Florence om zich verder te bekwamen als beeldhouwer. Hij werd lid van de kunstenaarskolonie in Italië. Hij gaf er zelf ook les, aan onder meer Daniel Chester French. Ball zou bijna 30 jaar in Florence wonen, met een onderbreking van 1857-1865 (toen hij in Boston woonde). In 1897 ging hij terug naar Amerika en vestigde zich in Montclair. Hij had een atelier in New York. In 1890 publiceerde hij zijn autobiografie My Three Score Years and Ten, waarvan in 1993 een herdruk verscheen onder de titel My Fourscore Years.

## Werken (selectie)
- standbeeld Daniel Webster (ontwerp 1853), Central Park, New York
- ruiterstandbeeld George Washington (1864), Boston
- buste Edward Everett (1867), Boston Public Library, Boston
- Emancipation Memorial (1876), Lincoln Park, Washington
- standbeeld Charles Sumner (1878), Boston Public Garden, Boston
- standbeeld van Josiah Quincy (1879), Old City Hall, Boston

## Galerij

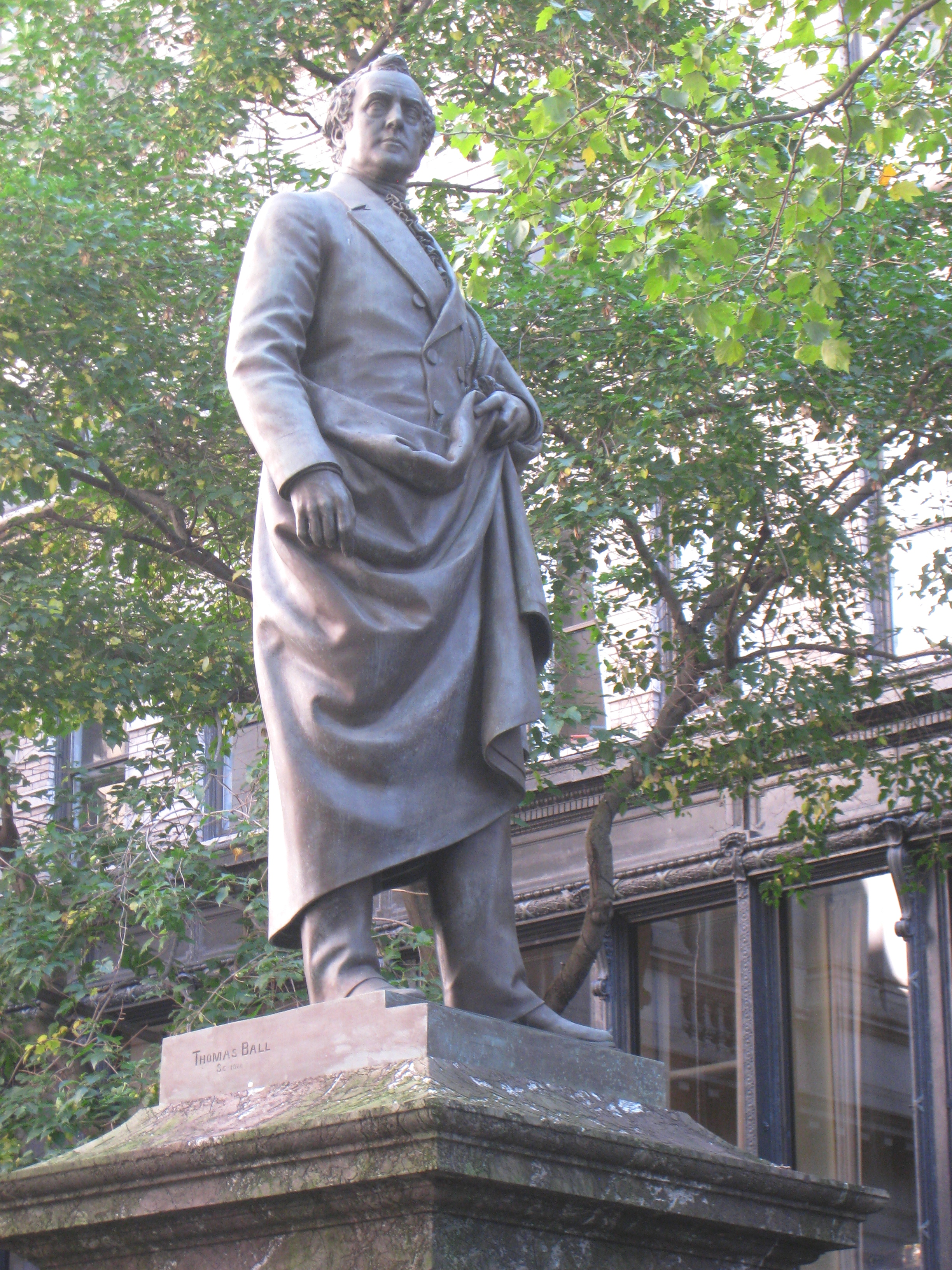
Josiah Quincy (1879)
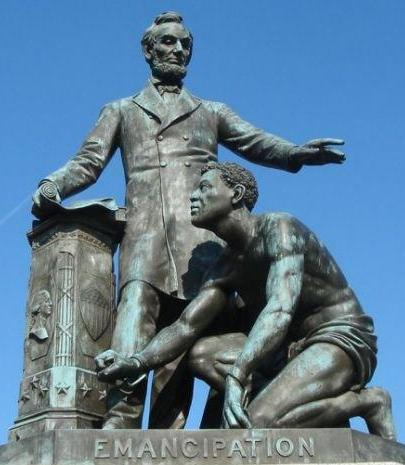
Emancipation Memorial (1876)
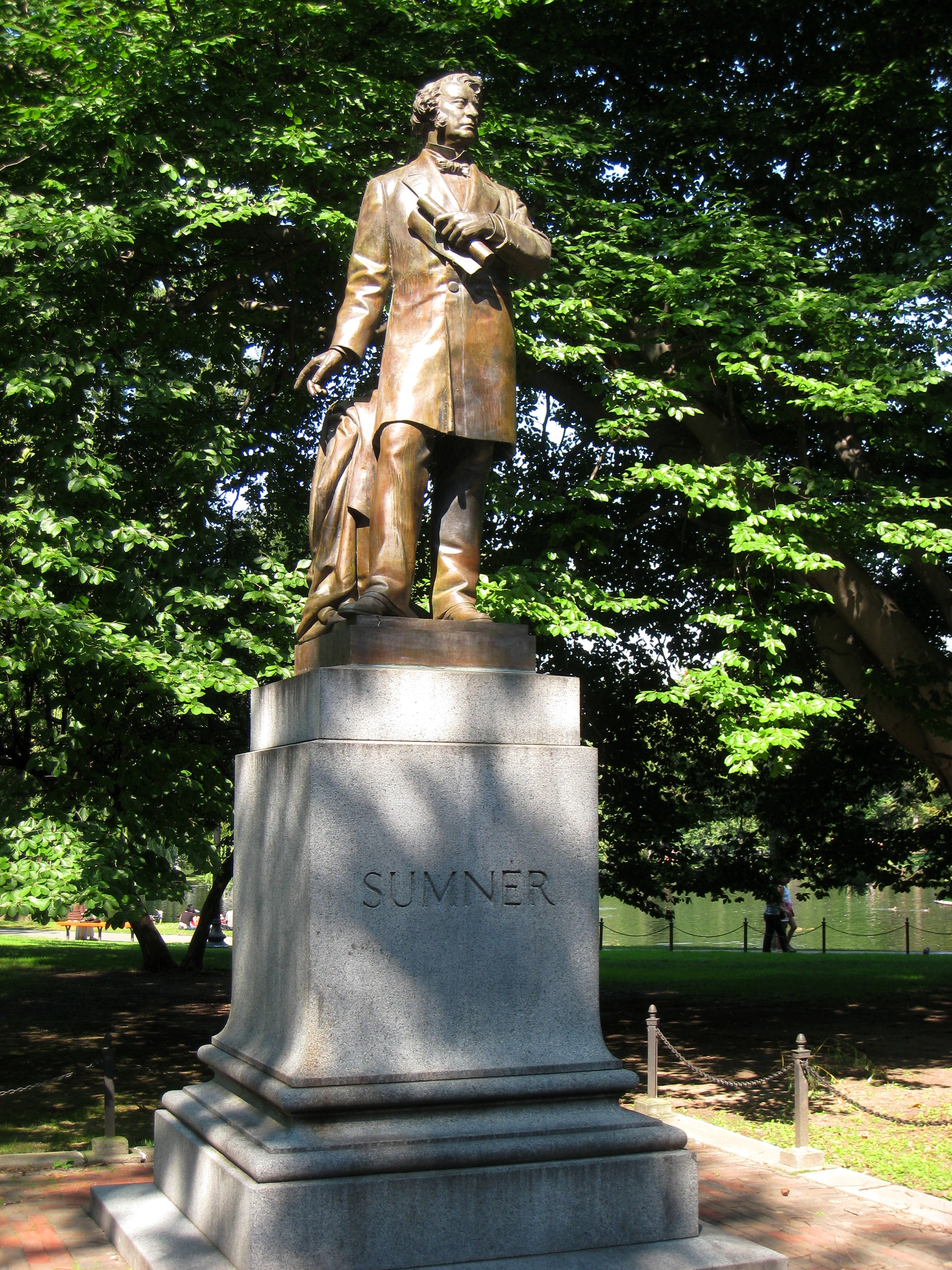
Charles Sumner (1878)
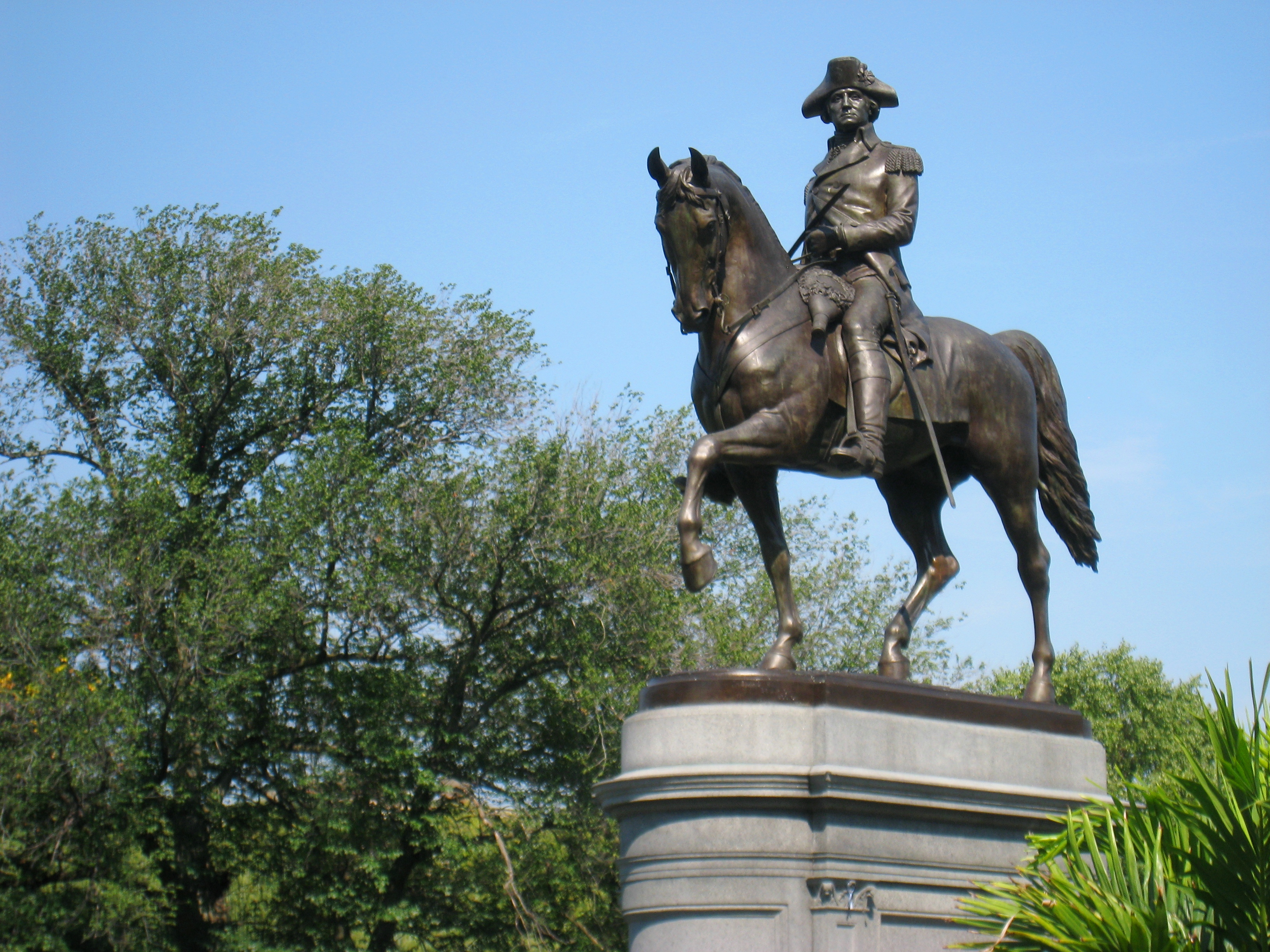
George Washington (1864)